# La Grande Librairie
Ne pas confondre avec La P'tite Librairie, émission littéraire quotidienne de 1 minute 30 présentée par François Busnel sur les chaînes de télévision publique françaises.
La Grande Librairie est une émission littéraire de 90 minutes, créée par François Busnel et présentée par Augustin Trapenard depuis 2022. Elle est diffusée depuis le 4 septembre 2008 chaque jeudi en direct sur France 5 (depuis 2018 le mercredi).
L'émission, héritière directe d'Apostrophes de Bernard Pivot, est la seule émission littéraire programmée en première partie de soirée. Suivie par 450 000 téléspectateurs en moyenne, elle est considérée comme l'émission la plus influente sur la vente de livres.
Durant les quatre premières saisons, le dessinateur Jul ponctue les interviews de François Busnel par des dessins humoristiques.

## Concept
Chaque semaine, le magazine suit l'actualité littéraire en invitant quatre écrivains connus ou inconnus, français ou étrangers, pour parler de leur nouveau livre.
L'émission reçoit de très nombreux auteurs (plus de 500 entre 2008 et 2011) qu'ils soient de jeunes talents comme Alexis Jenni, Chloé Delaume, Tristan Garcia, Mathias Énard et Jean-Baptiste Del Amo, ou des auteurs reconnus tels que les quatre prix Nobel J. M. G. Le Clézio, Mario Vargas Llosa, Patrick Modiano et Annie Ernaux, mais aussi Jean d'Ormesson, Amélie Nothomb et des écrivains étrangers tels que Paul Auster, Jim Harrison, Philip Roth et Stephen King.
Régulièrement, des émissions spéciales sont consacrées aux personnalités qui ont marqué leur époque, comme Molière, Romain Gary, Sigmund Freud et Albert Camus, ou à la littérature étrangère comme celles américaine, scandinave et africaine.

## Historique
En 2007, alors que François Busnel anime Les Livres de la 8 sur depuis 2005, il rencontre Philippe Vilamitjana, alors directeur des programmes de France 5, par l'intermédiaire d'une ami commun. Ils parlent ensemble d'un nouveau projet d'émission littéraire diffusée en première partie de soirée. À partir d'octobre 2007, François Busnel et la productrice Bérengère Casanova, qui a été aux côtés pendant 12 ans, se mettent à travailler sur ce projet. La chaîne leur donne le feu vert en juin 2008.
La première émission, présentée par François Busnel, est diffusée le jeudi 4 septembre 2008 avec comme invités Amélie Nothomb, Régis Jauffret, Jean-Baptiste Del Amo et Philippe Ségur. Elle est alors la seule émission littéraire à être diffusée à une heure de grande écoute, en première partie de soirée.
Pendant les quatre premières saison, de 2008 à 2012, le dessinateur Jul caricature en direct les invités de l'émission. En 2013, il publie ses 400 meilleurs dessins sur les 40 000 qu'il a réalisés au cours de sa participation.
À la rentrée 2011, l'émission inaugure un nouveau plateau (décor de bibliothèques) conçu par Olivier Illouz (Studios 40) et un nouvel habillage (logo, générique) conçu par l'agence Demoiselles. Elle est enregistrée dans le plateau C, studio Pierre Desgraupes, au siège de France Télévisions.
Le 15 septembre 2011, François Busnel reçoit l'écrivaine Delphine de Vigan pour son livre Rien ne s'oppose à la nuit sans préciser aux téléspectateurs qu'elle est sa compagne. Libération, Charlie Hebdo et Arrêt sur images s'emparent du sujet et le soupçonnent de conflit d'intérêts pour l'avoir invitée et avoir élogieusement complimenté son dernier ouvrage. François Busnel clame sa bonne foi, arguant que le livre avait déjà dépassé les 100 000 ventes, reçu le prix du roman Fnac et était sur les listes de sélection d'autres prix littéraires. De plus, il répond : « On est dans une époque où des petits Saint-Just sont prompts à vous faire dégainer des certificats de vertu. Je me méfie de la dictature de la transparence. Faut-il pénaliser la femme que j'aime parce qu'elle est la femme que j'aime ? ». Pour la chaîne France 5, qui n'était pas au courant de cette relation, l'animateur aurait dû le préciser à l'antenne,.
Le 30 mai 2013, François Busnel annonce qu'une sixième saison de l'émission est prévue, et qu'elle aura lieu dans un nouveau décor.
À partir du 7 janvier 2016, la durée de La Grande Librairie est rallongée de 30 minutes pour atteindre 90 minutes. Elle inclut désormais un reportage sur l'univers d'un écrivain et un tour d'horizon de l'actualité littéraire. L'émission s'ouvre également à la bande dessinée, la littérature jeunesse et les polars.
À la rentrée 2018, la diffusion de l'émission passe au mercredi soir à 20 h 55, toujours sur France 5.
Début juillet 2022, Delphine Ernotte, présidente de France Télévisions, annonce lors de la présentation des grilles de rentrée qu'Augustin Trapenard va succéder à François Busnel, ce dernier, présentateur de l'émission depuis 14 ans, ayant choisi de se consacrer à des projets de réalisation. Le changement s'effectue le 7 septembre 2022 pour la 500e émission, en direct, François Busnel « intronisant » Augustin Trapenard.

### La bibliothèque idéale
Le 12 mars 2009, à l'occasion du Salon du livre de Paris, une émission spéciale de plus de trois heures est proposée. François Busnel reçoit une vingtaine d'écrivains, dont Yann Moix, Atiq Rahimi, Jacques Chancel, Alexandre Jardin, Alain Mabanckou, Clara Dupont-Monod et Douglas Kennedy, qui composent leur bibliothèque idéale par groupe de six et présentent leurs œuvres favorite et détestée. Un documentaire est diffusé en cours d'émission sur les coulisses de la fabrication du Libé des écrivains, une édition spéciale de Libération écrite par des auteurs.
Le 25 mars 2010, à la veille du 30e Salon du livre de Paris, François Busnel réitère le concept de la bibliothèque idéale avec une douzaine d'auteurs présents.
Le 16 décembre 2010, l'émission refait un numéro spécial de 90 minutes sur la bibliothèque idéale, dans lequel les écrivains débattent des livres qu'ils ont aimés ou détestés. Sont notamment invités Lorànt Deutsch, Justine Lévy, Danièle Sallenave, Michel Quint et Alain Mabanckou.
Le 30 mai 2013, l'émission de 90 minutes est présentée depuis la librairie Decitre à Lyon. Cinq écrivains et cinq libraires constituent leur valise idéale de livres pour les vacances.
Le 29 mai 2014, François Busnel présente une émission spéciale de 90 minutes sur la valise idéale depuis la librairie L'Armitière à Rouen. Cinq écrivains débattent de quels livres emporter pour l'été, puis cinq libraires viennent proposer leur coup de cœur.
Le 28 mai 2015, l'opération bibliothèque idéale est renouvelée dans une émission de 90 minutes présentée depuis la librairie Le Trouve-tout du livre au Somail, près de Narbonne. Cinq écrivains et cinq libraires confrontent leur choix.

### Lectures au théâtre
Le 27 mai 2010, à l'occasion du festival « À vous de lire » et de la dernière émission de la saison, François Busnel invite des comédiens à lire les auteurs qu'ils aiment sur la scène du Théâtre du Rond-Point. Sont notamment présents Dominique Blanc, Jean-René Lemoine, Michel Vuillermoz, Emmanuelle Devos, Jean Rochefort et Jacques Weber.
Le 23 décembre 2010, une nouvelle émission spéciale à l'occasion des fêtes de Noël met en scène des comédiens, dont Lionel Abelanski, Pierre Arditi, François-Xavier Demaison et Léa Drucker, lisant des textes de grands auteurs au Théâtre du Rond-Point.
Le 22 décembre 2011, l'opération est renouvelée dans le même théâtre avec d'autres comédiens et acteurs tels que André Dussollier, Bernadette Lafont, Denis Podalydès, Sylvie Testud et Natalie Dessay.
Le 20 décembre 2012, l'évènement rassemble treize comédiens, dont Ariane Ascaride, Brigitte Fossey, Laurent Lafitte, Gérard Darmon et Judith Godrèche, sur la scène de l'Opéra-Comique.

### Les 20 livres qui ont changé votre vie
Le 11 décembre 2014, à l'occasion des vingt ans de France 5, François Busnel propose une émission exceptionnelle. Dans les semaines précédentes, les internautes étaient invités à donner le nom du roman qui a changé leur vie. À partir de plusieurs milliers de réponses, l'animateur dévoile la liste des 20 livres qui ont changé la vie des téléspectateurs. Plusieurs écrivains commentent le résultat en direct et des comédiens lisent les textes des internautes. Les résultats sont, :
1. Le Petit Prince d'Antoine de Saint-Exupéry
2. L'Étranger d'Albert Camus
3. Voyage au bout de la nuit de Louis-Ferdinand Céline
4. L'Écume des jours de Boris Vian
5. À la recherche du temps perdu de Marcel Proust
6. Le Grand Meaulnes d'Alain-Fournier
7. L'Alchimiste de Paulo Coelho
8. Belle du Seigneur d'Albert Cohen
9. Cent ans de solitude de Gabriel García Márquez
10. Les Fleurs du mal de Charles Baudelaire
11. La Peste d'Albert Camus
12. Harry Potter de J. K. Rowling
13. 1984 de George Orwell
14. Le Monde selon Garp de John Irving
15. Crime et Châtiment de Fiodor Dostoïevski
16. Le Seigneur des anneaux de J. R. R. Tolkien
17. Le Parfum de Patrick Süskind
18. Le Journal d'Anne Frank d'Anne Frank
19. Madame Bovary de Gustave Flaubert
20. Les Misérables de Victor Hugo

### Prix littéraire des hebdos en région
L'équipe de l'émission participe au comité éditorial de la sélection des dix romans annuels pour l'attribution du Prix littéraire des hebdos en région, créé en 2008 par le syndicat de la presse hebdomadaire régionale,.

## Liste des émissions
La liste ci-dessous indique, pour chaque émission de chaque saison, les invités présents et leurs livres.

## Identité visuelle

Logo de 2008 à 2011.
Logo de 2013 à 2016.

## Générique
La musique du générique est issue de la chanson In the morning du groupe de rock Razorlight.

## Accueil

### Réception critique
En 2011, la cérémonie des Lauriers de la Radio et de la Télévision, récompensant les programmes audiovisuels les plus remarquables pour leur contribution à la culture française, donne à l'émission le Laurier Culture.
Pour Bernard Pivot, animateur d'Apostrophes, « Busnel pose les bonnes questions. En revenant aux fondamentaux, sans mélanger les genres, il anime une vraie émission littéraire ! ».
Dans son Dictionnaire amoureux de la Télévision, Jacques Chancel, animateur de Radioscopie et du Grand Échiquier, salue l'émission : « Il n'était pas aisé d'aller sur les chemins d'Apostrophes. Il est ainsi des émissions qui, devenues emblématiques à leur disparition, bloquent toute idée de suite, font hésiter de possibles héritiers mais peuvent être accessibles aux audacieux. François Busnel a tenté fièrement le pari et installé sa boutique à l'enseigne de La Grande Librairie. Ce programme de France 5 — la nouvelle petite chaîne qui monte — a désormais des centaines de milliers de fidèles et une excellente image, preuve de crédibilité. La littérature y est honorée comme autrefois et comme il convient. [...] Invités par lui au titre d'auteurs, Bernard Pivot pour Les mots de ma vie, moi pour N'oublie pas de vivre, nous avons pu vérifier le côté prescripteur de son rendez-vous du jeudi (avec transformation le dimanche) : deux mille bouquins échappés des libraires les deux jours d'après. ».
Dans son livre La grande solderie, Pierre Jourde en fait une parodie hilarante.

### Audiences
En 2014, l'émission attire en moyenne 400 000 à 500 000 téléspectateurs. En 2019, l'audience est de 400 000 à 700 000 téléspectateurs.
L'émission atteint son record d'audience historique avec l'hommage à Jean d'Ormesson le 7 décembre 2017. Son deuxième record d'audience historique est atteint lors de l'intervention de Camille Kouchner pour son ouvrage La familia Grande. Elle accordera sa seule et unique interview télévisée à l'émission.
| Date de diffusion         | Invités | Audience moyenne          | Audience moyenne | Références |
| Date de diffusion         | Invités | Nombre de téléspectateurs | PDM              | Références |
| ------------------------- | --- | ------------------------- | ---------------- | ---------- |
| Jeudi 17 décembre 2009    | Fabrice Luchini, Joann Sfar et Christophe Blain | 304 000                   | -                | [ 56 ]     |
| Jeudi 7 octobre 2010      | Marc Weitzmann, Raymond Depardon et Nathalie Kuperman | 375 000                   | 1,5 %            | [ 57 ]     |
| Jeudi 22 décembre 2011    | Spéciale « Lecture au théâtre » | 633 000                   | 2,4 %            | [ 58 ]     |
| Jeudi 10 avril 2014       | Jean-Marie Gustave Le Clézio et Pierre Rabhi | 504 000                   | 2 %              | [ 59 ]     |
| Jeudi 11 décembre 2014    | Amélie Nothomb, Catherine Frot, Dominique Blanc, Boris Cyrulnik, Erik Orsenna, Marie-Hélène Lafon, Robin Renucci, Grand Corps Malade, François Cluzet, Jean Teulé, Jean d'Ormesson | 891 000                   | 3,6 %            | ,          |
| Jeudi 28 mai 2015         | Spéciale « Bibliothèque idéale de l'été » | 529 000                   | 2,2 %            | [ 61 ]     |
| Jeudi 7 décembre 2017     | Hommage à Jean d'Ormesson | 946 000                   | 3,9 %            | [ 53 ]     |
| Jeudi 8 février 2018      | Élisabeth Badinter | 685 000                   | 2,8 %            | [ 62 ]     |
| Mercredi 27 novembre 2019 | Hubert Reeves, Pierre Rabhi, Emmanuelle Pouydebat, Pascal Picq, Cyril Dion | 782 000                   | 3,3 %            | [ 63 ]     |
| Mercredi 13 janvier 2021  | Camille Kouchner | 921 000                   | 3,8 %            | [ 54 ]     |
| Mercredi 8 novembre 2023  | Joann Sfar, Leïla Slimani | 464 000                   | 2,4 %            | [ 64 ]     |
| Mercredi 22 novembre 2023 | Maxime Chattam | 427 000                   | 2,2 %            | [ 65 ]     |
| Mercredi 13 décembre 2023 | Emmanuel Carrère, Ariane Chemin | 390 000                   | 1,9 %            | [ 66 ]     |
| Mercredi 7 février 2024   | Raphaël Enthoven | 364 000                   | 1,9 %            | [ 67 ]     |
| Mercredi 21 février 2024  | Tatiana de Rosnay | 319 000                   | 1,7 %            | [ 68 ]     |
| Mercredi 6 mars 2024      | Nicolas Mathieu, Abnousse Shalmani, Golshifteh Farahani | 352 000                   | 1,9 %            | [ 69 ]     |
| Mercredi 13 mars 2024     | Delphine Horvilleur, Dominique Eddé, Rachida Brakni, Christine Angot | 365 000                   | 1,9 %            | [ 70 ]     |
| Mercredi 20 mars 2024     | Lydie Salvayre, Adonis | 348 000                   | 1,8 %            | [ 71 ]     |
| Mercredi 27 mars 2024     | Manu Larcenet, François Sureau | 336 000                   | 1,7 %            | [ 72 ]     |

Légende :
- Le plus haut chiffre d'audience